# QuickTime
QuickTime – technika multimedialna rozwijana przez firmę Apple. Program zdolny jest do odtwarzania plików w różnych formatach DV, media, tekstu, dźwięku, animacji, muzyki. Dostępny dla systemu operacyjnego Mac OS (9, 8, 7 itd), Mac OS X oraz Microsoft Windows. Zapewnia również obsługę oprogramowania takiego jak iTunes, QuickTime Player i przeglądarki internetowej Safari.